# 일산 두산위브더제니스
일산 두산위브더제니스(영어: Ilsan Doosan We've The Zenith)는 경기도 고양시 일산서구 탄현동에 위치한 마천루이자 주상복합 아파트 단지이다. 2010년 착공하여 2013년 3월에 완공되었으며 지상 51층 ~ 59층의 8개 동으로 구성되어 있다.

## 역사
경기도 고양시 탄현동 일원은 1989년 일산신도시 개발 시점에도 개발계획이 딱히 잡혀있지 않았다가, 1994년부터 본격적으로 중산동, 탄현동 일원에 택지지구 개발을 하면서 1995년 첫 아파트 단지가 완공되는 등 택지지구로 변모하였다.
그러나 시행사의 부도 등으로 인하여 2009년 10월에야 착공하여 우여곡절 끝에 2013년 3월에 완공되었고 2013년 4월에 개장 및 입주하였다.

## 구성과 높이
59층짜리 1개 동, 57층짜리 1개 동, 55층짜리 1개 동, 54층짜리 2개 동, 53층짜리 2개 동, 51층짜리 1개 동 등 총 8개의 동으로 이루어져 있으며, 총 2700세대가 있는 큰 규모의 주상복합 단지이다.
단지내에 소재한 상가명은 제니스스퀘어이며, 근처의 경의선 탄현역과 구름다리로 연결되어 있다.
| 단지  | 층수 | 높이 |
| ----- | ---- | ---- |
| 101동 | 53층 | 212m |
| 102동 | 54층 | 215m |
| 103동 | 55층 | 220m |
| 104동 | 57층 | 224m |
| 105동 | 59층 | 230m |
| 106동 | 54층 | 215m |
| 107동 | 53층 | 212m |
| 108동 | 51층 | 208m |

## 특징

### 안전
일산 두산위브더제니스는 지진 발생시 진도 6 이상에 견딜 수 있도록 내진 설계되었다. 또한 비상시 대피할 수 있는 피난안전구역이 마련되어 있다.

### 쓰레기 배출
각 층마다 일반쓰레기 배출구와 음식물쓰레기 배출구가 마련이 되어 있어 엘리베이터를 타고 내려가서 쓰레기를 버릴 필요가 없다.

### 엘리베이터
엘리베이터는 한국미쓰비시엘리베이터의 제품이 설치되어 있다. 고층 아파트인 만큼 최대 240m/min(4m/s)의 고속 엘리베이터가 설치되어 있으며 저층용, 고층용으로 나눠진다.

## 내부 시설
아파트 8개동과 51층에서 59층까지 있고 24평, 39평, 49평, 59평, 69평이 있으며 33층에는 스카이 파크가 있다. 2층에는 커뮤니티 시설이 있으며 헬스장, 실내골프장, 어르신들의 실버룸, GX룸, 키즈센터, 남녀사우나, 클럽하우스, 독서실, 과외실, 연회장, 게스트룸 등이 있다.
| 층수                | 용도                                                              |
| ------------------- | ----------------------------------------------------------------- |
| 34층 ~ 59층         | 아파트                                                            |
| 33층                | 스카이정원                                                        |
| 3층 ~ 33층          | 아파트 (나머지 101동,102동,103동, 106동,107동,108동만)            |
| 3층                 | 플라워가든 (104동,105동만)                                        |
| 2층                 | 문고/그룹과외실, 스튜디오, 클럽하우스, 주민회의실, 헬스장, 연회장 |
| 1층                 | 로비, 실버룸                                                      |
| 지하 5층 ~ 지하 1층 | 지하주차장                                                        |

## 수상작
- 2013년 - 두산건설, ‘일산 두산위브더제니스’ 친환경 주상복합부분 대상[1]

## 대중문화
- 참고로 이곳에서 2013년에 SBS에서 방송한 드라마인 상속자들을 촬영하기도 했다.
- 2016년에는 MBC의 인기 드라마인 W를 촬영하기도 하였다.

## 교통
- ● 수도권 전철 경의·중앙선 - 탄현역 연결

## 초등학교 통학구역
- 상탄초등학교

## 같이 보기
- 해운대 두산위브더제니스
- 수성 두산위브더제니스
- 사직 두산위브더제니스
- 장성 두산위브더제니스
- 경기도의 마천루 목록